# Жеребківський ботанічний заказник
Жере́бківський зака́зник — ботанічний заказник місцевого значення в Україні. Розташований у межах Тернопільського району Тернопільської області, на схід від села Жеребки (поряд із старим кар'єром). Фрагмент Товтрової гряди.
Площа — 9,6 га. Оголошений об'єктом природно-заповідного фонду рішенням Тернопільської обласної ради від 18 березня 1994 року. Перебуває у віданні Жеребківської сільської ради.
Під охороною — лучно-степові та скельні фітоценози. Особливо цінні: ковила волосиста — занесена до Червоної книги України, горицвіт весняний, веронія скельна, молодило руське, осока низька — регіонально рідкісні й такі, що перебувають під загрозою зникнення, види рослин на території області. Місце оселення корисної ентомофауни.

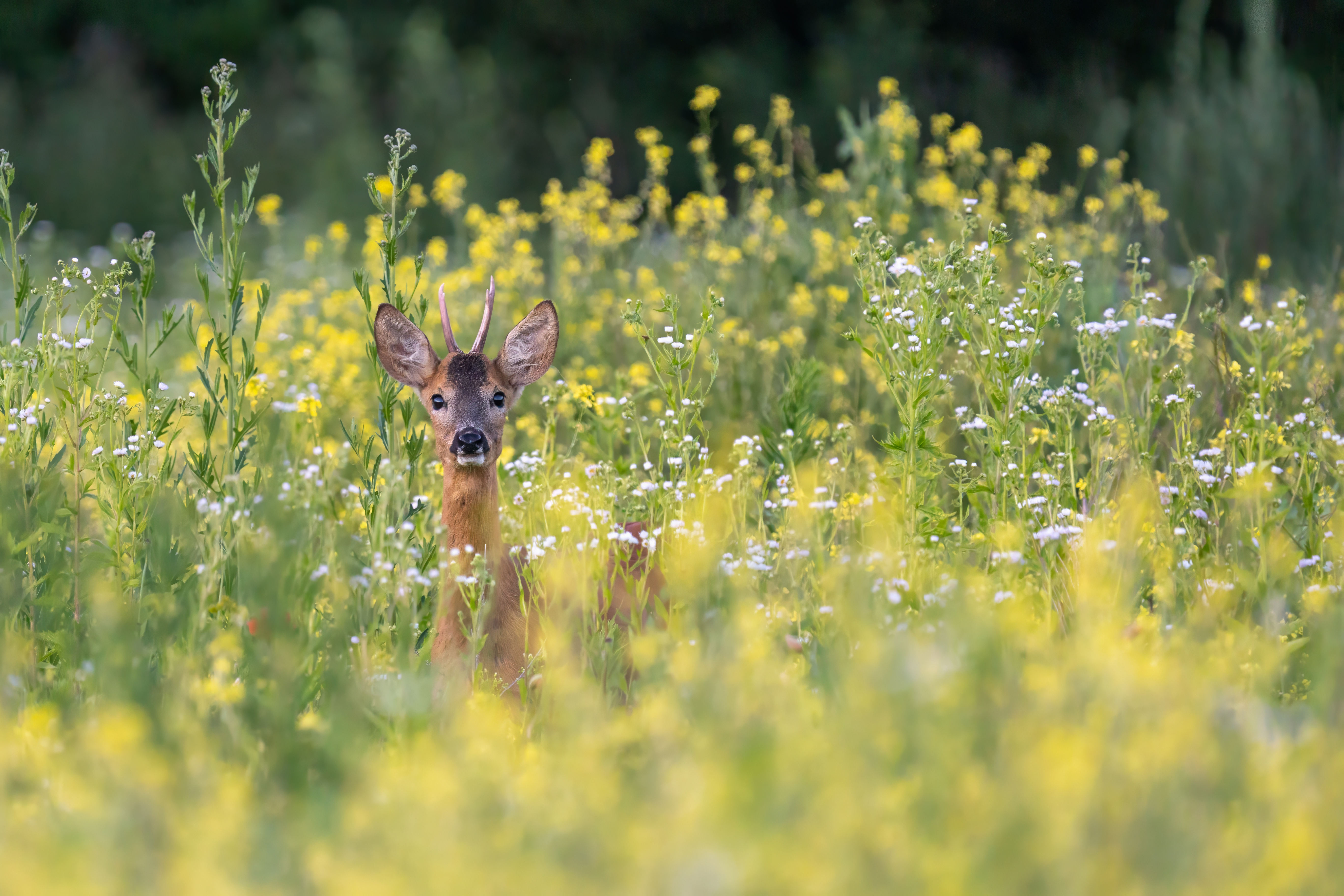
Сарна серед трав